# Dune (2021)
Dune (bra: Duna; prt: Dune – Duna) é um filme épico de ficção científica estadunidense, dirigido por Denis Villeneuve e escrito por Jon Spaihts, Villeneuve e Eric Roth. É o primeiro da planejada adaptação de duas partes da obra homônima por Frank Herbert, abrangendo os acontecimentos da primeira metade do livro. Produzido pela Legendary Entertainment e distribuído pela Warner Bros, é estrelado por Timothée Chalamet, Rebecca Ferguson, Oscar Isaac, Josh Brolin, Stellan Skarsgård, Dave Bautista, Zendaya, David Dastmalchian, Stephen Henderson, Charlotte Rampling, Jason Momoa e Javier Bardem.
O filme foi lançado nos Estados Unidos em IMAX e 3D em 22 de outubro de 2021, pela Warner Bros, bem como um lançamento simultâneo de um mês no serviço de streaming HBO Max nos Estados Unidos.
Foi um sucesso de público e crítica. Recebeu 10 indicações ao Oscar 2022, incluindo Melhor Filme e Melhor Roteiro Adaptado.

## Elenco
- Timothée Chalamet como Paul Atreides, o descendente da Casa Atreides .
- Rebecca Ferguson como Lady Jessica, mãe de Paul Bene Gesserit e concubina com Duke Leto.
- Oscar Isaac como o duque Leto Atreides, um nobre recém-agraciado com a mordomia do perigoso planeta Arrakis, fonte do tempero.
- Josh Brolin como Gurney Halleck, mestre de armas da Casa Atreides e mentor de Paul.
- Stellan Skarsgård como o Barão Vladimir Harkonnen, inimigo jurado de Leto.
- Dave Bautista como Glossu Rabban, o brutal sobrinho do barão Harkonnen.
- Zendaya como Chani, Fremen filha do Planetologista Imperial Liet-Kynes e o interesse amoroso de Paul.
- David Dastmalchian como Piter De Vries, um Mentat torcido leal ao Barão.
- Sharon Duncan-Brewster como a Dra. Liet-Kynes , a ecologista Imperial e juíza da mudança em Arrakis.
- Stephen Henderson como Thufir Hawat, um Mentat e Mestre dos Assassinos da Casa Atreides.
- Charlotte Rampling como Gaius Helen Mohiam, uma Reverenda Madre Bene Gesserit e a Reveladora da Verdade do Imperador.
- Jason Momoa como Duncan Idaho, espadachim da Casa Atreides.
- Javier Bardem como Stilgar, líder da tribo Fremen no Sietch Tabr.
- Chang Chen como o Dr. Wellington Yueh, um médico Suk a serviço da família Atreides.

## Produção

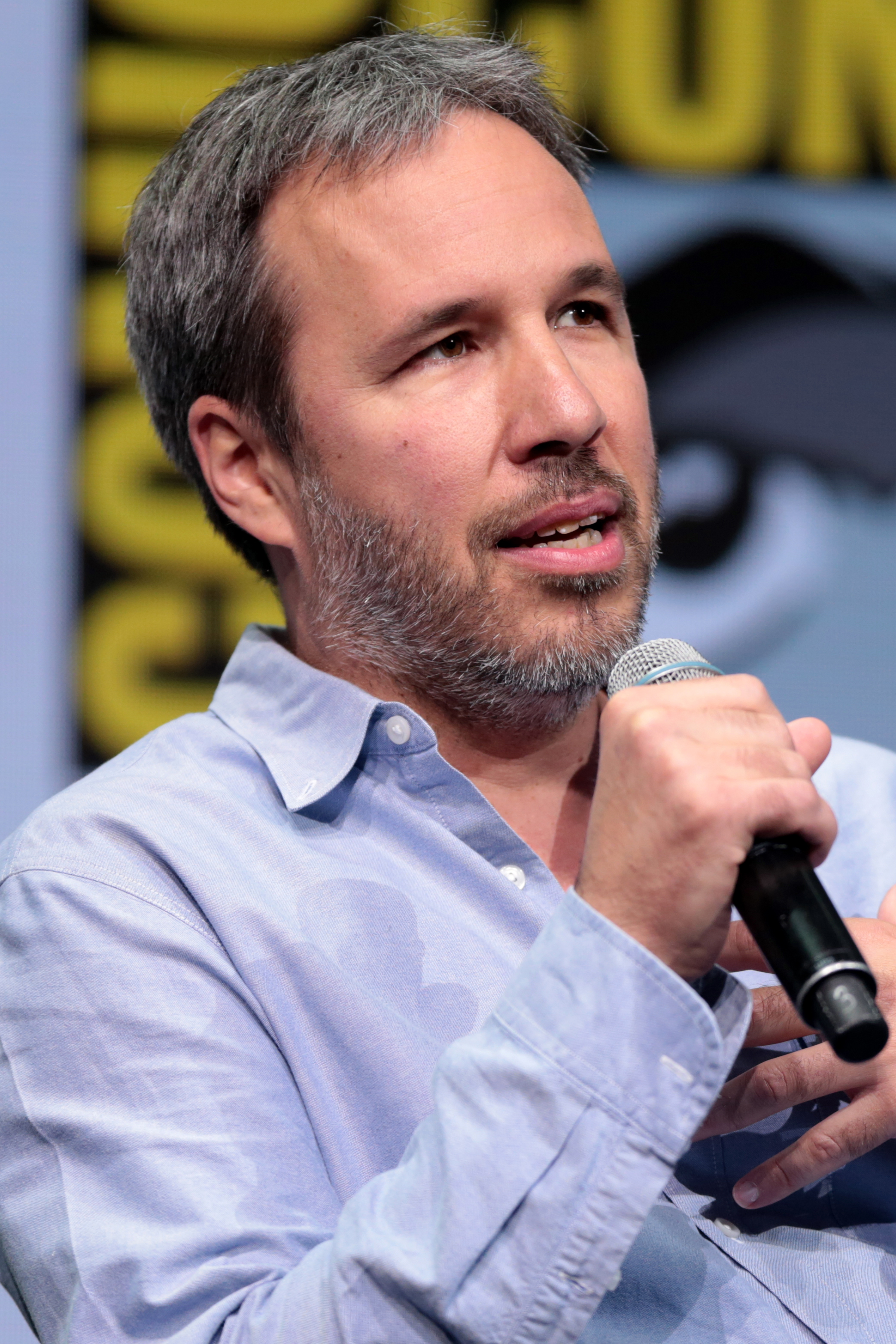
Denis Villeneuve afirmou em entrevistas que fazer uma nova adaptação de Duna foi uma ambição de toda sua vida. Ele foi contratado para dirigir o filme em fevereiro de 2017.

Este é o terceiro trabalho baseado na obra, sendo os outros dois: o filme Duna de 1984 dirigido por David Lynch, e uma minissérie de 2000 produzida pelo Sci-Fi Channel.

### Desenvolvimento
Em 2008, a Paramount Pictures anunciou que estava realizando uma nova adaptação cinematográfica de Dune, de Frank Herbert, em desenvolvimento, com Peter Berg na direção. Berg deixou o projeto em outubro de 2009, com o diretor Pierre Morel encarregado de dirigir em janeiro de 2010, antes de a Paramount abandonar o projeto em março de 2011.
Em 21 de novembro de 2016, foi anunciado que a Legendary Pictures adquiriu os direitos de filme e TV para Dune. Em dezembro de 2016, a Variety informou que o diretor Denis Villeneuve estava em negociações com o estúdio para dirigir o filme. Em setembro de 2015, Villeneuve expressou seu interesse no projeto, dizendo que "um dos meus sonhos de longa data é adaptar o Dune, mas é um longo processo para obter os direitos, e acho que não vou conseguir." Em 1 de fevereiro de 2017, Villeneuve foi confirmado para dirigir o projeto por Brian Herbert, filho de Frank. Em março de 2018, Villeneuve afirmou que seu objetivo era adaptar o romance em uma série de filmes em duas partes. Eric Roth foi contratado para co-escrever o roteiro em abril, e Jon Spaihts foi posteriormente confirmado como co-autor do roteiro ao lado de Roth e Villeneuve. Villeneuve disse em maio de 2018 que o primeiro rascunho do roteiro estava concluído. Villeneuve disse: "A maioria das principais idéias de Star Wars vem de Dune, então será um desafio enfrentar isso". A ambição é fazer o filme Star Wars que eu nunca vi. De certa forma, é Star Wars para adultos. "Em julho de 2018, Brian Herbert confirmou que o último rascunho do roteiro cobria "aproximadamente metade do romance Dune". O CEO Joshua Grode confirmou em abril de 2019 que planeja fazer uma continuação, acrescentando que "há um lugar lógico para parar o [primeiro] filme antes que o livro acabe".
John Nelson foi contratado como supervisor de efeitos visuais para o filme em julho de 2018. Foi anunciado em dezembro de 2018 que o diretor de fotografia Roger Deakins, que estava previsto para se reunir com Villeneuve no filme, não estava trabalhando em Dune e que Greig Fraser estava entrando no projeto como diretor de fotografia. Em janeiro de 2019, Joe Walker foi confirmado como editor do filme. Outra equipe inclui: Brad Riker como diretor de arte de supervisão; Patrice Vermette como designer de produção; Richard R. Hoover e Paul Lambert como supervisores de efeitos visuais; Gerd Hefzer como supervisor de efeitos especiais; e Thomas Struthers como coordenador de dublês. Dune será produzido por Villeneuve, Mary Parent e Cale Boyter, com Brian Herbert, Byron Merritt, Thomas Tull e Kim Herbert atuando como produtores executivos. O criador da linguagem Game of Thrones, David Peterson, confirmou que estaria desenvolvendo idiomas para o filme em abril de 2019.

### Escrita
Em março de 2018, Villeneuve afirmou que seu objetivo era adaptar o romance em uma série de filmes em duas partes. Villeneuve finalmente conseguiu um contrato de dois filmes com a Warner Bros. Pictures, no mesmo estilo da adaptação em duas partes do filme It de Stephen King em 2017 e 2019. Ele afirmou que "Eu não concordaria em fazer essa adaptação do livro com um único filme", já que Dune era "muito complexo" com "poder nos detalhes" que um único filme não conseguiria captar.  No entanto, todos os acordos subsequentes foram para garantir a produção do primeiro filme e novos acordos de produção deverão ser feitos para iniciar a produção do segundo filme.

### Elenco
Em julho de 2018, foi relatado que Timothée Chalamet tinha entrado nas negociações finais para jogar a liderança no filme, Paul Atreides. Em setembro de 2018, Rebecca Ferguson entrou em negociações para participar do filme para interpretar a mãe de Atreides, Lady Jessica. Ela confirmou seu casting em janeiro de 2019.
Em janeiro de 2019, Dave Bautista, Stellan Skarsgård, Charlotte Rampling, Oscar Isaac, e Zendaya se juntaram ao elenco. Em fevereiro de 2019, Javier Bardem, Josh Brolin, Jason Momoa, e David Dastmalchian foram escalados. Stephen Henderson entrou em março, com Chang Chen entrando nas negociações.
Em julho de 2019, TheMix.net relatou que o filme iria "trocar de gênero" o personagem Liet-Kynes ao escalar Sharon Duncan-Brewster para o papel. O elenco de Duncan-Brewster foi confirmado em abril de 2020.

### Filmagem
As filmagens começaram em 18 de março de 2019 no Origo Film Studios em Budapeste, Hungria. As filmagens também foram realizadas na Jordânia e Noruega. O filme também foi filmado em Liwa Oasis nos Emirados Árabes Unidos, que formou um cenário chave para o planeta Arrakis. A filmagem primária foi concluída em julho de 2019. As filmagens adicionais aconteceram em Budapeste em agosto de 2020, mas não se esperava que alterasse a data de lançamento do filme.  O filme foi rodado para o formato IMAX com uma câmera Arri Alexa LF certificada por IMAX e um protótipo Alexa Mini LF certificado por IMAX , equipado com lentes de grande formato da Panavision nas séries Ultra Vista e H lineup, com cenas selecionadas vendo a relação de aspecto aberta até 1,90: 1 em todas as telas IMAX e 1,43: 1 em telas IMAX selecionadas equipadas com o sistema de projeção de laser duplo da IMAX.  Brian Herbert confirmou as filmagens encerradas em 26 de julho de 2019.
Mais de duas mil tomadas de efeitos visuais foram criadas para o filme. Essas fotos usaram um processo de chroma key que o supervisor de efeitos visuais Paul Lambert chamou de tela de areia, que em vez de usar fundos verdes, eles usavam fundos de cor marrom que combinavam com as fotos de deserto estabelecidas destinadas aos fundos, a foto resultante parecendo mais natural do que com outras chaves croma. Os vermes da areia foram criados através de imagens geradas por computador, com um design original considerado "pré-histórico" por Lambert, inspirado em baleias com uma boca cheia de barbatanas e seguindo os movimentos subaquáticos das baleias. Embora eles tenham considerado o uso de explosivos manipulados para capturar o movimento dos vermes da areia rompendo a superfície do deserto, isso seria impraticável no Oriente Médio e, em vez disso, usaram o software Houdini para que a areia imitasse o movimento da água. Villeneuve não queria que o som associado a esses efeitos especiais soasse como uma produção de estúdio, e os designers de som Mark Mangini e Theo Green usaram uma abordagem de "falso realismo documental" para capturar sons naturais e manipulá-los para uso no filme, como gravar os sons das areias movediças no Vale da Morte usando hidrofones.

## Lançamento
Duna deveria ser lançado inicialmente em 20 de novembro de 2020. Posteriormente, o lançamento foi adiado para 18 de dezembro, devido à necessidade de filmagens adicionais. Em outubro de 2020, o site oficial da Warner apareceu com nova data de lançamento, 1º de outubro de 2021. Mas após as negociações para o lançamento simultâneo na HBO Max, o lançamento estadunidense do filme foi jogado para 22 de outubro de 2021.

## Recepção
No agregador de críticas Rotten Tomatoes, o filme tem 83% de aprovação com base em 513 resenhas, com uma avaliação média de 8,00/10. O consenso dos críticos do site diz: "Duna ocasionalmente batalha com seu material fonte pesado, mas essas questões são em grande parte ofuscadas pelo escopo e ambição desta adaptação visualmente emocionante." No Metacritic, o filme tem uma pontuação média ponderada de 74 de 100, com base em 68 críticos, indicando "críticas geralmente favoráveis".
Após sua estreia no Festival de Cinema de Veneza, Duna recebeu uma recepção geralmente positiva dos críticos, mas não ressoou com alguns críticos. Resumindo as primeiras resenhas, Stephen Colbert da Screen Rant observou que a história complexa de Duna e o estilo de direção de Villeneuve tinham apelo seletivo, e que isso se refletiu nas críticas negativas do filme até agora.
O filme foi elogiado por seu alcance e ambição. Ben Travis da revista Empire deu ao filme cinco estrelas e declarou: "Uma adaptação enorme (da metade) do romance de Frank Herbert que irá impressionar o público existente e deixar os recém-apreciadores viciados. Se a Parte Dois nunca acontecer, será uma farsa." Robbie Collin do The Daily Telegraph também deu uma classificação de cinco estrelas e chamou o filme de "majestoso, inquietante e envolvente". Xan Brooks do The Guardian referiu-se ao filme em sua crítica de cinco estrelas como "denso, temperamental e muitas vezes sublime - o elo que faltava ligando o multiplex e a arte". Em uma crítica positiva de Justin Chang do Los Angeles Times, ele afirma: "Villeneuve atrai você para uma visão incrivelmente vívida, às vezes plausivelmente enervante, do futuro." Leah Greenblatt da Entertainment Weekly, que classificou o filme com um B,  escreveu que Dune "é exatamente o tipo de filme exuberante para o qual as telas largas foram feitas; uma experiência sensorial tão opulenta e avassaladora que implora para ser vista grande, ou nem um pouco" e acrescentou: "A pura grandiosidade da execução de Villeneuve, muitas vezes obscurece o fato de que o enredo é principalmente um prólogo: uma história de origem extensa sem começo ou fim fixo."
Outros críticos comentaram sobre questões relacionadas ao ritmo do filme e ao manuseio do material de origem. O crítico Owen Gleiberman, da Variety, escreveu: "É um ato de construção de mundo que perde o fôlego de contar histórias... Dune quer nos impressionar, e às vezes consegue, mas também quer entrar em sua pele como um mosquito hipnoticamente tóxico... quando o filme começa a ficar sem truques, ele fica tonto e amorfo." Kevin Maher, do The Times, deu ao filme duas de cinco estrelas, afirmando que "embora cada cena seja espetacular, Dune também é meio chato". Steve Pond, escrevendo para o TheWrap, classificou o filme de "deslumbrante e frustrante, muitas vezes espetacular e, muitas vezes, lento" acrescentando: "Esta versão de Duna às vezes parece que visa impressionar mais do que entreter; é sombria em um nível impressionante, abandonando a maior parte a diversão das histórias de ficção científica em favor de uma visão de mundo que se parece mais com o Sicario ou Prisoners de Villeneuve do que com Chegada."